# Diocesi di Timika
La diocesi di Timika (in latino Dioecesis Timikaënsis) è una sede della Chiesa cattolica in Indonesia suffraganea dell'arcidiocesi di Merauke. Nel 2023 contava 123.000 battezzati su 1.130.000 abitanti. È retta dal vescovo Bernardus Bofitwos Baru, O.S.A.

## Territorio
La diocesi comprende le reggenze indonesiane di Biak-Numfor, Yapen-Waropen, Nabire, Paniai, Puncak Jaya, Supiori e Mimika nella provincia indonesiana di Papua.
Sede vescovile è la città di Timika, dove si trova la cattedrale dei Re Magi.
Il territorio è suddiviso in 38 parrocchie.

## Storia
La diocesi è stata eretta il 19 dicembre 2003 con la bolla Supernum evangelizationis di papa Giovanni Paolo II, ricavandone il territorio dalla diocesi di Jayapura. La notizia dell'erezione della diocesi è stata data il 10 gennaio 2004.

## Cronotassi dei vescovi
Si omettono i periodi di sede vacante non superiori ai 2 anni o non storicamente accertati.
- John Philip Saklil † (19 dicembre 2003 - 3 agosto 2019 deceduto)
  - Sede vacante (2019-2025)
- Bernardus Bofitwos Baru, O.S.A., dall'8 marzo 2025

## Statistiche
La diocesi nel 2023 su una popolazione di 1.130.000 persone contava 123.000 battezzati, corrispondenti al 10,9% del totale.
| anno | popolazione | popolazione | popolazione | presbiteri | presbiteri | presbiteri | presbiteri                | diaconi | religiosi | religiosi | parrocchie |
| anno | battezzati  | totale      | %           | numero     | secolari   | regolari   | battezzati per presbitero | diaconi | uomini    | donne     | parrocchie |
| ---- | ----------- | ----------- | ----------- | ---------- | ---------- | ---------- | ------------------------- | ------- | --------- | --------- | ---------- |
| 2004 | 85.017      | 518.884     | 16,4        | 21         | 5          | 16         | 4.048                     |         | 11        | 27        | 20         |
| 2010 | 90.144      | 537.000     | 16,8        | 39         | 8          | 31         | 2.311                     | 1       | 35        | 37        | 27         |
| 2014 | 108.133     | 1.054.780   | 10,3        | 35         | 13         | 22         | 3.089                     |         | 27        | 51        | 30         |
| 2017 | 115.870     | 1.076.150   | 10,8        | 44         | 21         | 23         | 2.633                     | 1       | 31        | 54        | 32         |
| 2020 | 119.215     | 1.095.520   | 10,9        | 54         | 30         | 24         | 2.207                     | 1       | 29        | 52        | 38         |
| 2022 | 121.600     | 1.118.000   | 10,9        | 58         | 34         | 24         | 2.096                     | 1       | 29        | 52        | 38         |
| 2023 | 123.000     | 1.130.000   | 10,9        | 60         | 36         | 24         | 2.050                     | 1       | 29        | 52        | 38         |